# Saxifraga kotschyi
Saxifraga kotschyi är en stenbräckeväxtart som beskrevs av Pierre Edmond Boissier. Saxifraga kotschyi ingår i Bräckesläktet som ingår i familjen stenbräckeväxter. Inga underarter finns listade i Catalogue of Life.